# Chalybura urochrysia
El  colibrí patirrojo (en Nicaragua y Costa Rica) (Chalybura urochrysia), también denominado colibrí colibronceado (en Honduras y Colombia), colibrí grande de cola bronceada o calzonario patas rojas, es una especie de ave apodiforme de la familia Trochilidae —los colibríes— una de las dos pertenecientes al género  Chalybura. Es nativa de América Central y del noroeste de América del Sur.

## Distribución y hábitat
Se distribuye desde el este de Honduras, por la vertiente caribeña de Nicaragua, Costa Rica y Panamá, hacia el sur por la vertiente del Pacífico del occidente de Colombia hasta el extremo noroeste de Ecuador.
Esta especie es considerada localmente común en sus hábitats naturales: el sotobosque y los estratos medios de bosques húmedos, linderos de bosques, hábitats adyacentes altos de segundo crecimiento y semiabiertos (plantaciones de cacao y banano, jardines sombreados, etc.), pero aparentemente evita zonas más abiertas. En altitudes desde el nivel del mar hasta los 700 m en Costa Rica, 900 m en Colombia.

## Descripción
Mide en promedio 11 cm de longitud. El macho pesa 7 g; sus partes superiores son de color verde bronceado se torna de color verde bronceado oscuro por encima que se torna gradualmente bronce purpúreo en las coberteras supracaudales; la garganta y el pecho son de color verde oscuro resplandeciente y el abdomen bronce fusco. Las coberteras infracaudales son gris pizarra negruzco. La cola es larga, ancha, negra purpúrea o bronceada. Las patas son rosadas a rojas.
La hembra pesa 6 g; presenta partes superiores de color similar al macho; las partes inferiores son gris cenizo, salpicado de verde en los lados y la cola es más redondeada y bronceada que la del macho, con la punta de las timoneras más externas gris opaco. El pico es negro, con la mitad basal de la mandíbula rosada opaca. Las patas son entre rosado encendido y rojo.

## Alimentación
Se alimenta del néctar de flores como Cephaelis y Heliconia. Los machos tienen un comportamiento territorial en torno a estas plantas. También comen insectos, como avispas pequeñas.

## Reproducción
Construye un nido en forma de taza profunda y compacta hecha de fibras vegetales, preferentemente de Ceiba pentandra, y telarañas, revestido exteriormente con musgo y líquenes, a una altura de medio a un metro del suelo, sobre un arbusto, cerca de una quebrada o de algún camino en el bosque. La hembra pone e incuba dos huevos blancos.

## Sistemática

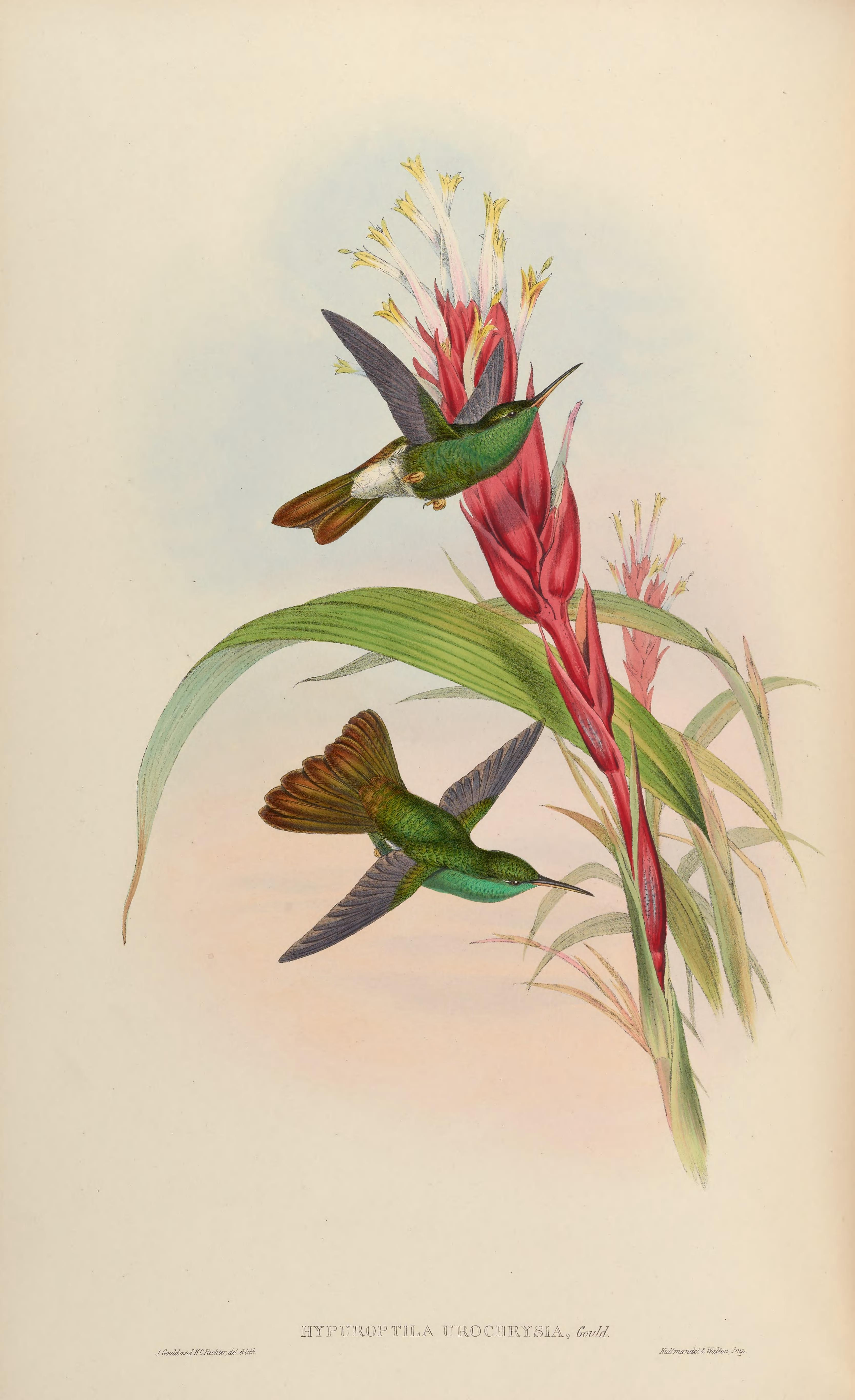
Hypuroptila urochrysia, ilustración de Gould y Richter en A monograph of the Trochilidae, or family of humming-birds 2, 1861.

### Descripción original
La especie C. urochrysia fue descrita por primera vez por el ornitólogo británico John Gould en 1861 bajo el nombre científico Hypuroptila urochrysia; su localidad tipo es: «vecindades de Panamá», error, corregido para «oeste de Colombia».

### Etimología
El nombre genérico femenino «Chalybura» se compone de las palabras del griego «khalups, khalubos» que significa ‘acero’ y «oura» que significa ‘cola’; y el nombre de la especie «urochrysia» se compone de las palabras del griego «oura» que significa ‘cola’ y «khruseos» que significa ‘dorado’.

### Taxonomía
La subespecie melanorrhoa se consideró durante mucho tiempo una especie separada, presumiblemente sobre la base de su respiradero negro como el hollín (ningún otro carácter notable), pero intergrada con isaurae (que también ya fue tratada como separada) a lo largo de la frontera de Costa Rica con Panamá. La forma propuesta C. urochrysa incognita Griscom, 1928 se considera un sinónimo de isaurae.

### Subespecies
Según las clasificaciones del Congreso Ornitológico Internacional (IOC) y Clements Checklist/eBird  se reconocen tres subespecies, con su correspondiente distribución geográfica:
- Chalybura urochrysia melanorrhoa Salvin, 1865 – vertiente caribeña del este de Honduras, este de Nicaragua y Costa Rica.
- Chalybura urochrysia isaurae (Gould), 1861 – vertiente caribeña de Panamá hasta el extremo noroeste de Colombia. Localmente en la vertiente del Pacífico en Panamá occidental y central, y extensamente en Panamá oriental.
- Chalybura urochrysia urochrysia (Gould), 1861 – extremo sureste de Panamá (Darién oriental), centro-norte y oeste de Colombia y extremo noroeste de Ecuador.